# Papirus 3
Papirus 3 (według numeracji Gregory-Aland), oznaczany symbolem {\displaystyle {\mathfrak {P}}^{3}} – grecki rękopis Nowego Testamentu pisany na papirusie, w formie kodeksu. Paleograficznie datowany jest na VI lub VII wiek. Zawiera fragmenty Ewangelii Łukasza.

## Opis
Zachował się tylko fragment jednej karty kodeksu z tekstem Łukasza 7,36-45; 10,38-42. Prawdopodobnie był to lekcjonarz. Papirus ma jasno-brunatną barwę. Pismo jest niestaranne i nieregularne, niektóre litery są wielkie (φ, β, κ), inne małe (о, α, σ), uncjała ma tendencję w stronę kursywy. Stosuje ligatury. Nomina sacra obejmują: ΙΣ, ΚΥ, ΚΕ.
Reprezentuje aleksandryjski typ tekstu, Kurt Aland zaklasyfikował go do III kategorii.

## Historia
Karl Wessely, austriacki paleograf, datował rękopis na VI wiek. Wessely twierdził, że Teodor Graf przywiózł ten fragment z Fajum. Obecnie datowany jest przez INTF na VI/VII wiek. Porter preferuje VI wiek.
Tekst rękopisu został odczytany i opublikowany przez Karla Wessely w 1882 roku oraz w 1885. Wessely sądził, że rękopis jest lekcjonarzem ze względu na układ tekstu. Stanley i Wendy Porterowie dokonali ponownego odczytu rękopisu w 2008 roku.
C.R. Gregory wciągnął go na listę rękopisów Nowego Testamentu w 1890 roku i umieścił w grupie lekcjonarzy, nadając mu numer 348. Gregory oparł się na publikacji Wessely'ego. Scrivener nadał mu numer 502. W 1908 roku Gregory umieścił go w grupie papirusów i nadał siglum {\displaystyle {\mathfrak {P}}^{3}}.
Rękopis przechowywany jest w Austriackiej Bibliotece Narodowej (Pap. G. 2323) w Wiedniu.

## Tekst
Łukasz 10,36
ΑΓΓ . . ΙΟ
ΤΟΝ Κ ̣̅ ΗΣου
ΤΟΝ̣Τ̣Ω̣ΝΦΣΡΙΣ̣
Ε̣Λ̣ΘΩΝΕ̣ΙΣΤ̣
ΙΕΙΔΟΥΓΥΝΗΗΤΙΣΗ
ΓΝΟΥΣΑΟΤΙ̣ΚΑΤΑΚ
ΣΑΑΛΑΒΑΣΤΡΟΝΜΥΡ̣
Ο̣ΔΑΣΑΥΤΟΥΚΛΑΣΙΟΥΣ̣
ΥΣΠΟΔΑΣΑΥΤΟΥ ΚΑΙ
ΕΞΕΜΑΞΕΝΚΑΙΚΑΤΕ
ΗΛΙΦΕΝ ΤΩΜΥΡΩ
ΑΣΑΥΤΟΝΕΙΠΕΝΕ . . . . ΤΩ
ΗΣΕΓΙΓΝΩΣΚΕΝΑΝΤ̣ΙΣΚΑΙΠΟΤΑΠ
ΤΑΙΑΥΤΟΥΟΤΙΑ.ΑΡΤΩΛΟ̣ΣΕΣΤΙΝ
ΕΙΠΕΝ Ο ΙΣΠΡΟΣ̣Α.Τ̣Ο̣Ν̣ΣΙΜΩΝ
ΔΕΔΕΔΑ . . . ΛΕΕΙ̣ΠΕΝΦΗΣΙΝΔΥΟ
ΤΙΝΙΟΕΙΣΩ
Η̣ΚΟΝ̣ΤΑΜΗ̣
ΤΟΤΙΣΟΥ
ΔΕΣΙΜΩ̣
Π̣ΕΝΑΥΤΩ̣
Ω̣Σ̣Ι̣ΜΩ
Łukasz 10:38
ΝΤΟΥΑΓΙΟυΛΟυΚΑ
. . . . . . ΚΩΜΗ̣
ΡΕΥΕΣΘΑΙΑΥΤΟΥ
ΘΕΝΕΙΣΚΩΜΗΝΤΙΝ